# 入学

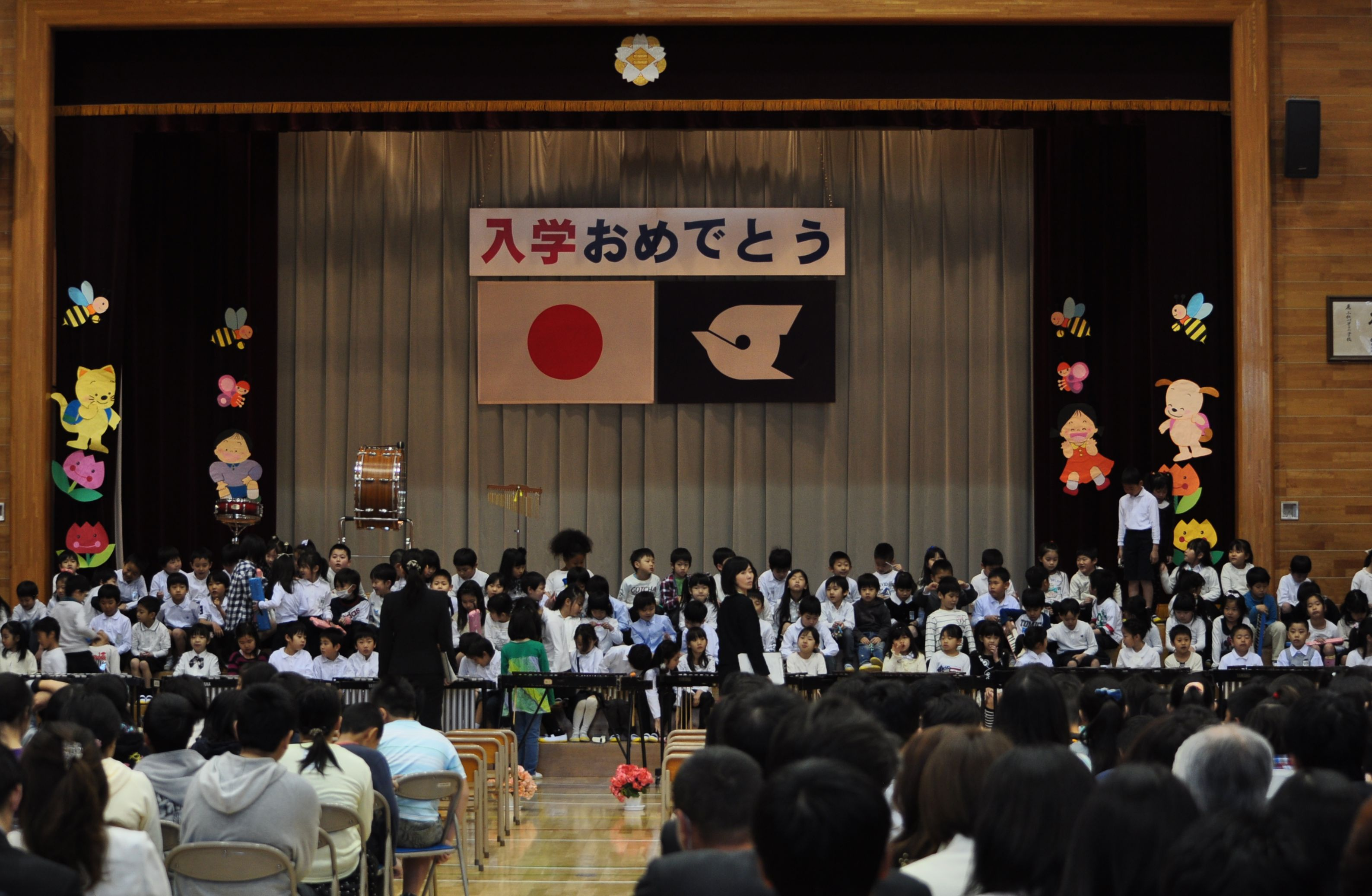
日本の公立小学校の入学式（2014年）

入学（にゅうがく）とは、学校に入ること。幼稚園に入ることは入園（にゅうえん）という。対義語は退学・卒業など。

## 入学試験
大部分の公立の小学校・中学校には入学試験はないが、私立と国立とごく一部の公立の小学校・中学校・中等教育学校には入学試験がある。また国公私立の高等学校・大学（学部・大学院・短期大学）などにも入学試験がある。ただし通信制の場合は入学試験がない場合も多い。

## 入学の学齢・種類
学校教育法及び学校保健安全法の定めにより、4月1日時点で満6歳である日本国籍の児童は、就学時健診を受けて異常がなければ小学校に入学する制度になっている（外国籍の学齢児童も就学は可能）。障害があったり、未熟児などで発達度合いが低い場合、特別支援学校に入学したり、就学猶予や就学免除などの制度を受けることになる。義務教育制度のため、建前上は健康な学齢児童は全員が正規の学校に就学するものとされるが、インターナショナル・スクールなどの未認可の学校に入学することや、どの学校にも入学しないことも可能である。ただしこの場合でも学籍が地元学校に存在する場合がある。

## 入学の時期
入学は、日本では一般に桜が咲く4月、春の行事と考えられているが、欧米諸国や中華人民共和国では、入学は9月、秋の行事であり（同様に、南半球の国も現地で秋に当たる2～3月頃の入学が多い）、また2学期制が一般的である（前期と後期に分かれていて冬休みと夏休みが長めに取られていて春休みはない）。欧米の大学は、夏冬学期制で、春からでも秋からでも始められるのだが、初めの入学は9月というのが一般的である。暖かい時期に試験などが行なわれるため、体調を崩して困るようなことが少ないといわれる。
本来、明治から大正初期の日本では、大学は9月入学であった。実際、明治後期に夏目漱石が著した小説『三四郎』では、主人公が夏に九州から上京したことや、9月における帝国大学の授業の開始など、明治における9月入学の光景が描かれている。
現在、4月入学となった経緯は次のとおりである。
- 1886年（明治19年）4月から酒造税に「4月－3月制」が導入され、1889年（明治22年）の会計法制定により「4月－3月制」が法制化されると、市制及び町村制の施行に合わせて、同年4月より市町村でも実施され、翌年5月より道府県（後に都も）でも実施されることになった[2][3]。
- また、1887年（明治20年）3月9日徴兵事務条例が改正され、徴兵対象者（満20歳の男子）の届出日がそれまでの9月から4月に変更され、4月が士官学校等軍関係学校の新学期になった[1][4]。
- これにともない、学校運営資金を政府から調達するためには、国の会計年度の始まりに合わせないと不便ということから、1886年（明治19年）高等師範学校が4月入学となった[5][6]。
- その後、1888年（明治21年）に文部省の指示で全国の師範学校や小・中学校でも4月入学が広がった。1920年（大正9年）7月7日、東京帝国大学が次年度の始期を9月から4月に変更することを決定すると他の高等学校も追随し[7]、翌1921年（大正10年）4月からは全ての学校が4月入学になり現在に至っている[8]。

| 時期 | 国 |
| ---- | --- |
| 1月  | シンガポール、マレーシア、ブルネイ、パプアニューギニア、バングラデシュ、南アフリカ、ジンバブエ、タンザニア、ボツワナ     |
| 2月  | オーストラリア、ニュージーランド、ブラジル、エチオピア、モザンビーク                                                     |
| 3月  | 韓国、アルゼンチン、ペルー、チリ、アフガニスタン                                                                         |
| 4月  | 日本、インド、パキスタン、ネパール、北朝鮮                                                                               |
| 5月  | タイ |
| 6月  | フィリピン、ミャンマー、スーダン                                                                                         |
| 7月  | アメリカ合衆国、オーストリア                                                                                             |
| 8月  | スイス、スウェーデン、デンマーク、ノルウェー、フィンランド、台湾                                                         |
| 9月  | イギリス、ドイツ、フランス、イタリア、スペイン、ロシア、カナダ、メキシコ、中国、インドネシア、ベトナム、モンゴル、他多数 |
| 10月 | セネガル、カンボジア、エジプト、ベナン                                                                                   |

## 秋入学の議論
大学においては2008年に学校教育法施行規則の一部改正により、学年の始期及び終期は学長が定めることとなり、2011年に東京大学を中心とした国立大学で秋入学への移行が議論されたが、高校卒業後の空白期間や、多くの企業の採用時期とずれるため断念された。現在、海外の学校に合わせて中間期に入学可能な大学もある。

## 9月入学論争
日本では1921年から4月入学が定着し、社会全体のライフスタイルに組み込まれているものの、2020年に新型コロナウイルス感染症（COVID-19）の感染拡大により全国で休校措置が取られたことをきっかけに、学業の遅れを取り戻すことを目的とした9月入学移行を求める声が上がり、これを受け政府が9月入学移行検討の開始を表明したことから、賛否両論が沸き起こり、社会的な論争（9月入学論争）に発展した。

## 裏口入学
1970年代までは一部の私立大学において、学校関係者または縁故者の口利きにより合格を認める紹介入学制度が存在した。これらを含め縁故者に資金提供し、試験の結果を改ざんするなどの方法により不正に試験を通過して入学することを裏口入学（うらぐちにゅうがく）と称することがある（例：早稲田大学商学部入試問題漏洩事件　帝京大学医学部裏口入学事件）。